# Морський мисливець (фільм)
«Морський мисливець» (рос. «Морской охотник») — російсько-український радянський пригодницький художній фільм, знятий в 1954 році режисером Володимиром Немоляєвим за мотивами однойменної повісті Миколи Чуковського, на Одеській кіностудії і кіностудії Мосфільм.

## Сюжет
Дія відбувається в роки другої світової війни в зоні боїв за чорноморське узбережжя. Радянські моряки вистежують ворожий підводний човен. Тим часом командир «Морського мисливця» разом з одним із матросів не повертаються з розвідки. Юні патріотки Катя і Ліда повідомляють на катер про сигнал невідомих друзів, котрі помітили підводний човен. Завдяки цьому радянські моряки топлять ворожий човен, а відважна розвідниця Катя, яка добре знає гірські стежки узбережжя, виявляє в одній з печер командира «Морського мисливця» і тяжко пораненого моряка.

## У фільмі знімалися
- Надія Румянцева — Катя
- Павло Волков — Макар Макарович
- Юрій Пузирьов — лейтенант Корольков, дебют у кіно
- Ольга Хорькова — Марія Василівна
- Юрій Леонідов — гідроакустик Іванов
- Петро Чернов — Олександр Миколайович, капітан-лейтенант
- Євген Леонов — кок
- Надір Малишевський — матрос Казаченко
- С. Бебешко — матрос
- Ніна Шоріна — Маня
- Люба Балдіні — Ліда
- Міша Пінський — Петя
- Олексій Бахар — матрос, (немає в титрах)
- Данило Нетребін — матрос, (немає в титрах)

## Знімальна група
- Худодники-постановники: Володимир Камський, Костянтин Степанов
- Директор картини — Адольф Фрадис.